# سیارک ۵۰۴۲
سیارک ۵۰۴۲ (به انگلیسی: 5042 Colpa، نامگذاری:1974ME) پنج هزار و چهل و دومین سیارک کشف شده‌است که در ۲۰ ژوئن ۱۹۷۴ کشف شد.
قدر مطلق سیارک برابر ۱۱٫۳۰ است.